# Tabernaemontana rupicola
Tabernaemontana rupicola é uma espécie de planta da família Apocynaceae.

## Ocorrência
A espécie é uma planta nativa do Brasil, com ocorrência confirmada nos estados do Norte (Amazonas, Pará, Rondônia e Roraima), inserida no domínio fitogeográfico da Amazônia. Habita predominantemente florestas de igapó e várzea, adaptando-se a ambientes alagáveis característicos dessa região. Embora amplamente distribuída, não é considerada endêmica do Brasil.